# Plantago pachyphylla
Plantago pachyphylla är en grobladsväxtart som beskrevs av Asa Gray. Plantago pachyphylla ingår i släktet kämpar, och familjen grobladsväxter. Inga underarter finns listade i Catalogue of Life.